# Дес-дур
Дес-дур је дурска лествица, чија је тоника тон дес, а као предзнаке има пет снизилица.

## Познатија класична дела у Дес-дуру
- „Месечева светлост“, Дебиси
- Рапсодија на паганинијеву тему, Рахмањинов